# André Boesberg
André Boesberg ('s-Hertogenbosch, 26 december 1949) is een Nederlandse kinderboekenschrijver.
Boesberg schreef sinds 1997 diverse kinderboeken en gaf ook les op een middelbare school. Koka en de doodsviool van Bidshika werd genomineerd voor de Jonge Gouden Uil en met Anders is niet gek won Boesberg in 2002 de Woord-en-Beeld-prijs.
- Bibliothèque nationale de France: cb16536822f (data)
- Digitale Bibliotheek voor de Nederlandse Letteren: boes017
- Gemeinsame Normdatei: 133992748
- International Standard Name Identifier: 0000 0003 7384 416X
- Nederlandse Thesaurus van Auteursnamen: 156615096
- Système universitaire de documentation: 155846426
- Virtual International Authority File: 13516398
- WorldCat: E39PBJhRBxxXcwBYGtvCHHMHG3